# Droga krajowa nr 45 (Polska)
Droga krajowa nr 45 (DK45) – droga krajowa klasy GP, klasy G oraz klasy Z o łącznej długości 217 km prowadząca przez województwa: łódzkie, śląskie i opolskie. Posiada wspólny odcinek z drogą nr 42 pomiędzy Praszką a Kluczborkiem o długości ok. 20 km. Jej główną zaletą jest połączenie z granicą z Czechami w Chałupkach omijające GOP oraz ROW od strony zachodniej, jednak z możliwością przejazdu do tych dwóch aglomeracji.

## Klasa drogi
Trasa posiada parametry:
- klasy GP na odcinkach:
  - Kędzierzyn-Koźle – Krapkowice – Opole – Bierdzany – początek obwodnicy Kluczborka
  - obwodnica Gorzowa Śląskiego i Praszki
- parametry klasy G na odcinkach:
  - Zabełków – Krzyżanowice – Racibórz – Kędzierzyn-Koźle
  - skrzyżowanie z DK11 – obwodnica Gorzowa Śląskiego i Praszki
  - koniec obwodnicy Gorzowa Śląskiego i Praszki – Wieluń – Złoczew (S8, węzeł „Złoczew”)[2]
- oraz klasy Z na odcinku obwodnicy Kluczborka o wspólnym przebiegu z DK42.

## Historia numeracji
Na przestrzeni lat arteria posiadała różne oznaczenia i kategorie:

| Numer | Kategoria                                               | Przebieg | Lata obowiązywania | Źródło | Uwagi                                                                        |
| ----- | ------------------------------------------------------- | --- | ------------------ | --- | ---------------------------------------------------------------------------- |
| 242   | • droga państwowa: do 1985 • droga krajowa: od 1 X 1985 | Zabełków – Krzyżanowice – Racibórz – Większyce – Krapkowice – Opole                                                      | lata 70. – 1986    | - Mapa samochodowa Polski 1:1 000 , wyd. jedenaste, Warszawa: Państwowe Przedsiębiorstwo Wydawnictw Kartograficznych, 1972. Brak numerów stron w książce - Mapa samochodowa Polski 1:1 000 , wyd. trzecie, Warszawa: Państwowe Przedsiębiorstwo Wydawnictw Kartograficznych, 1975. Brak numerów stron w książce - Samochodowy atlas Polski 1:500 000. Wyd. V. Warszawa: Państwowe Przedsiębiorstwo Wydawnictw Kartograficznych, 1979. ISBN 83-7000-017-7. Brak numerów stron w książce - Mapa samochodowa Polski 1:1 500 000, Załącznik do informatora samochodowo-motocyklowego – rocznik XXVII, Warszawa/Wrocław: Państwowe Przedsiębiorstwo Wydawnictw Kartograficznych, 1983. Brak numerów stron w książce - Samochodowy atlas Polski 1:500 000. Wyd. IX. Warszawa: Państwowe Przedsiębiorstwo Wydawnictw Kartograficznych, 1985. Brak numerów stron w książce | dozwolony ruch ciężki – dopuszczalny nacisk na oś do 10 ton                  |
| ?     | • droga państwowa: do 1985 • droga krajowa: od 1 X 1985 | Opole – Bierdzany – Kluczbork                                                                                            | do 1986            | - Mapa samochodowa Polski 1:1 000 , wyd. jedenaste, Warszawa: Państwowe Przedsiębiorstwo Wydawnictw Kartograficznych, 1972. Brak numerów stron w książce - Mapa samochodowa Polski 1:1 000 , wyd. trzecie, Warszawa: Państwowe Przedsiębiorstwo Wydawnictw Kartograficznych, 1975. Brak numerów stron w książce - Samochodowy atlas Polski 1:500 000. Wyd. V. Warszawa: Państwowe Przedsiębiorstwo Wydawnictw Kartograficznych, 1979. ISBN 83-7000-017-7. Brak numerów stron w książce - Mapa samochodowa Polski 1:1 500 000, Załącznik do informatora samochodowo-motocyklowego – rocznik XXVII, Warszawa/Wrocław: Państwowe Przedsiębiorstwo Wydawnictw Kartograficznych, 1983. Brak numerów stron w książce - Samochodowy atlas Polski 1:500 000. Wyd. IX. Warszawa: Państwowe Przedsiębiorstwo Wydawnictw Kartograficznych, 1985. Brak numerów stron w książce | brak danych o numeracji                                                      |
| ?     | • droga państwowa: do 1985 • droga krajowa: od 1 X 1985 | Kluczbork – Gorzów Śląski – Praszka – Wieluń                                                                             | do 1986            | - Mapa samochodowa Polski 1:1 000 , wyd. jedenaste, Warszawa: Państwowe Przedsiębiorstwo Wydawnictw Kartograficznych, 1972. Brak numerów stron w książce - Mapa samochodowa Polski 1:1 000 , wyd. trzecie, Warszawa: Państwowe Przedsiębiorstwo Wydawnictw Kartograficznych, 1975. Brak numerów stron w książce - Samochodowy atlas Polski 1:500 000. Wyd. V. Warszawa: Państwowe Przedsiębiorstwo Wydawnictw Kartograficznych, 1979. ISBN 83-7000-017-7. Brak numerów stron w książce - Mapa samochodowa Polski 1:1 500 000, Załącznik do informatora samochodowo-motocyklowego – rocznik XXVII, Warszawa/Wrocław: Państwowe Przedsiębiorstwo Wydawnictw Kartograficznych, 1983. Brak numerów stron w książce - Samochodowy atlas Polski 1:500 000. Wyd. IX. Warszawa: Państwowe Przedsiębiorstwo Wydawnictw Kartograficznych, 1985. Brak numerów stron w książce | brak danych o numeracji                                                      |
| ?     | • droga państwowa: do 1985 • droga krajowa: od 1 X 1985 | Wieluń – Złoczew | do 1986            | - Mapa samochodowa Polski 1:1 000 , wyd. jedenaste, Warszawa: Państwowe Przedsiębiorstwo Wydawnictw Kartograficznych, 1972. Brak numerów stron w książce - Mapa samochodowa Polski 1:1 000 , wyd. trzecie, Warszawa: Państwowe Przedsiębiorstwo Wydawnictw Kartograficznych, 1975. Brak numerów stron w książce - Samochodowy atlas Polski 1:500 000. Wyd. V. Warszawa: Państwowe Przedsiębiorstwo Wydawnictw Kartograficznych, 1979. ISBN 83-7000-017-7. Brak numerów stron w książce - Mapa samochodowa Polski 1:1 500 000, Załącznik do informatora samochodowo-motocyklowego – rocznik XXVII, Warszawa/Wrocław: Państwowe Przedsiębiorstwo Wydawnictw Kartograficznych, 1983. Brak numerów stron w książce - Samochodowy atlas Polski 1:500 000. Wyd. IX. Warszawa: Państwowe Przedsiębiorstwo Wydawnictw Kartograficznych, 1985. Brak numerów stron w książce | po 1980 roku oznaczana na mapach i atlasach drogowych jako droga drugorzędna |
| 918   | droga krajowa                                           | Zabełków – Krzyżanowice – Racibórz                                                                                       | 14 II 1986 – 2000  | - Uchwała nr 192 Rady Ministrów z dnia 2 grudnia 1985 r. w sprawie zaliczenia dróg do kategorii dróg krajowych (M.P. z 1986 r. nr 3, poz. 16) - Polska: Atlas samochodowy 1:300 000. Wyd. pierwsze. Warszawa: Polskie Przedsiębiorstwo Wydawnictw Kartograficznych, 1992. ISBN 83-7000-080-0. Brak numerów stron w książce - Polska: Mapa samochodowa 1:700 000, wyd. 1, Szczecin: Wydawnictwo Kartograficzne KOMPAS, 1996–1997, ISBN 83-904373-2-5. Brak numerów stron w książce - Mapa samochodowa Polski 1:700 000, wyd. II zmienione i poprawione, Szczecin: Wydawnictwo Kartograficzne KOMPAS, 1997–1998, ISBN 83-904373-3-3. Brak numerów stron w książce - Rozporządzenie Rady Ministrów z dnia 15 grudnia 1998 r. w sprawie ustalenia wykazu dróg krajowych i wojewódzkich (Dz.U. z 1998 r. nr 160, poz. 1071)                                             | droga przystosowana do ruchu ciężkiego – dopuszczalny nacisk na oś do 10 ton |
| 49    | droga krajowa                                           | Pszczyna - Rybnik - Racibórz – Większyce – Krapkowice – Opole                                                            | 14 II 1986 – 2000  | - Uchwała nr 192 Rady Ministrów z dnia 2 grudnia 1985 r. w sprawie zaliczenia dróg do kategorii dróg krajowych (M.P. z 1986 r. nr 3, poz. 16) - Polska: Atlas samochodowy 1:300 000. Wyd. pierwsze. Warszawa: Polskie Przedsiębiorstwo Wydawnictw Kartograficznych, 1992. ISBN 83-7000-080-0. Brak numerów stron w książce - Polska: Mapa samochodowa 1:700 000, wyd. 1, Szczecin: Wydawnictwo Kartograficzne KOMPAS, 1996–1997, ISBN 83-904373-2-5. Brak numerów stron w książce - Mapa samochodowa Polski 1:700 000, wyd. II zmienione i poprawione, Szczecin: Wydawnictwo Kartograficzne KOMPAS, 1997–1998, ISBN 83-904373-3-3. Brak numerów stron w książce - Rozporządzenie Rady Ministrów z dnia 15 grudnia 1998 r. w sprawie ustalenia wykazu dróg krajowych i wojewódzkich (Dz.U. z 1998 r. nr 160, poz. 1071)                                             |                                                                              |
| 45    | droga krajowa                                           | Złoczew – Wieluń – Praszka – Kluczbork – Bierdzany – Opole – Jełowa – Bierdzany – Kluczbork – Praszka – Wieluń – Złoczew | od 14 II 1986      | - jak wyżej - Zarządzenie nr 6 Generalnego Dyrektora Dróg Publicznych z dnia 9 maja 2000 r. w sprawie nowych numerów dróg krajowych, [w:] Rzeczpospolita [online], 4 lipca 2000. - POLSKA Atlas drogowy 1:200 000. Mapy Ścienne Beata Piętka, 2000. Brak numerów stron w książce - Mapa samochodowa Polski 1:700 000, wyd. XXVII, Dom Wydawniczy PWN, 2016, ISBN 978-83-7705-942-5. Brak numerów stron w książce | informacje dla ruchu ciężkiego                                               |

## Dopuszczalny nacisk na oś
Od 13 marca 2021 roku na całej długości drogi dopuszczalny jest ruch pojazdów o nacisku pojedynczej osi napędowej do 11,5 tony.

### Do 13 marca 2021 r.
W latach 2012 – 2021 droga krajowa nr 45 była objęta ograniczeniami dopuszczalnego nacisku pojedynczej osi:
| Znak | Dopuszczalny nacisk | Odcinek |
| ---- | ------------------- | --- |
| DK45 | do 10 ton           | - Zabełków () – Krzyżanowice – Racibórz – Reńska Wieś () - Większyce () – Krapkowice – Opole ( – ul. Opolska) - Opole ( – ul. Oleska) – Bierdzany – Kluczbork – Praszka – Wieluń – Złoczew ( – węzeł „Złoczew”) |

## Szczegóły przebiegu
Na odcinku Opole – Chałupki droga biegnie niemal równolegle do Odry. Wcześniej przecina m.in. drogę nr 74 i drogę nr 11, co gwarantuje miejscowościom leżącym na trasie drogi 45, połączenie z prawie całą siecią polskich dróg krajowych. Bezkolizyjnie przecina także autostradę A4 w węźle "Dąbrówka" nieopodal miejscowości Dąbrówka Górna. Droga 45 łączy drogę S8 z drogą nr 78. Biegnie przez rolnicze tereny Kotliny Raciborskiej, następnie doliną Odry, za Krapkowicami po zachodniej stronie zostawia Bory Niemodlińskie. Centrum Opola omija po drugiej stronie Odry, krzyżuje się na obwodnicy Opola z drogą nr 46 i 94), skręcając na niej w prawo, w kierunku wschodnim. Po paru kilometrach skręca na północ w kierunku Kluczborka, poprzez tereny Równiny Opolskiej. Po zachodniej stronie omija Bory Stobrawskie. W miejscowości Bierdzany, ponownie skręca na północ i częściowo przez las, północnym skrajem Równiny Opolskiej biegnie do Kluczborka, którego centrum omija biegnąc oddaną do użytku w 2020 roku obwodnicą. Za miastem przecina drogę nr 11, a następnie dociera do Gorzowa Śląskiego i do Praszki omijając centrum miast obwodnicą Praszki oddaną do użytku 25 kwietnia 2023. Za Praszką droga przebiega po wschodniej stronie Wyżyny Wieluńskiej. W Wieluniu krzyżuje się z drogą nr 74, a po około 20 km dociera do Złoczewa, gdzie na węźle w ciągu drogi ekspresowej S8 kończy swój bieg.
Kilka kilometrów przed Złoczewem droga przebiega na złożu węgla brunatnego, którego eksploatacja przez KWB Bełchatów jest wstępnie zakładana na lata 2023-2050.

## Ważniejsze miejscowości leżące na trasie 45
- Złoczew (S8)
- Wieluń (DK74, DK43) – obwodnica N-S (planowana)[13]
- Praszka (DK42) – obwodnica[10]
- Gorzów Śląski (DK42) – obwodnica[10]
- Kluczbork (DK11, DK42) – obwodnica
- Opole (DK46, DK94) – częściowo obwodnica
- Dąbrówka Górna (A4)
- Krapkowice – obwodnica
- Poborszów  – obwodnica[14][15][16]
- Większyce (DK40)
- Reńska Wieś (DK38) – obwodnica
- Racibórz
- Zabełków (DK78)